# România la Jocurile Olimpice de vară din 1900
Un singur sportiv a reprezentat România la Jocurile Olimpice de vară din 1900, Paris, Franța. A fost prima participare a țării la Jocurile Olimpice și singura până în anul 1924.

## Rezultate
| Probă | Loc | Sportiv          | Scor |
| ----- | --- | ---------------- | ---- |
|       |     |                  |      |
| Tir   | 13  | Gheorghe Plagino | 11   |
|       |     |                  |      |

## Legături externe
- en  Romania at the 1900 Summer Olympics la Olympedia.org
- en  România la Jocurile Olimpice de vară din 1900 Arhivat în 2 martie 2012, la Wayback Machine. la Sports Reference